# إن جي سي 701 (مجرة)
NGC 701 هي مجرة حلزونية ذات معدل تكوين نجمي مرتفع في كوكبة قيطس. يقدر بنحو 86 مليون سنة ضوئية من مجرة درب التبانة ويبلغ قطرها حوالي 65000 سنة ضوئية. تم اكتشاف الجسم في 10 يناير 1785 من قبل عالم الفلك الألماني البريطاني ويليام هيرشل.